# Generali Media Tower

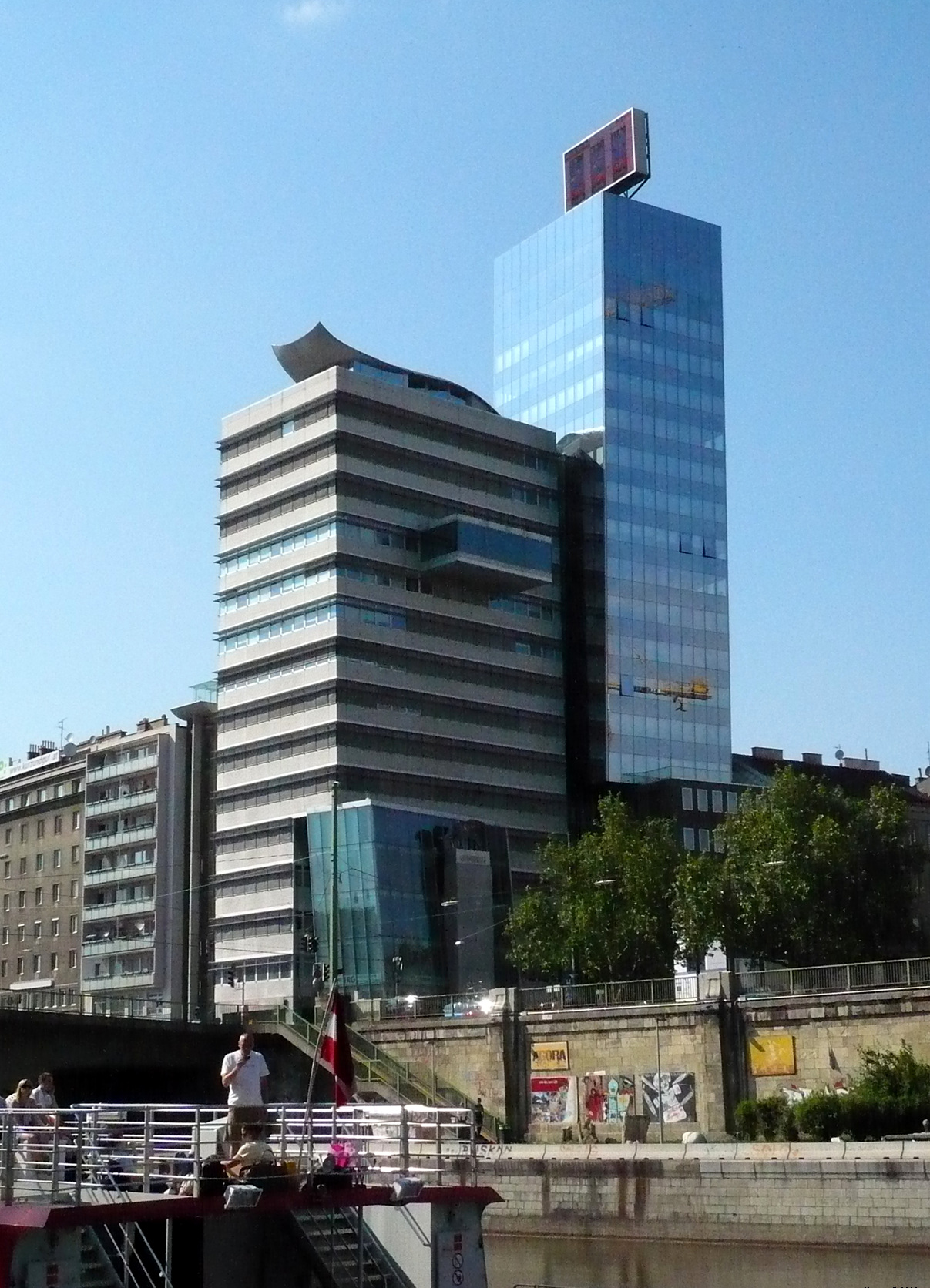
Generali Media Tower (2008)

Der Generali Media Tower, anfangs Generali Tower, steht am Donaukanal auf Taborstraße Nr. 1 im 2. Wiener Gemeindebezirk Leopoldstadt.

## Geschichte
An der Stelle befand sich bis 1912 das sogenannte Kroatenhaus, im 1997 abgerissenen Nachfolgebau („ÖMV-Haus“) ab 1955 der Mineralölkonzern OMV. Bei einem international geladenen Wettbewerb 1994 erhielt der Architekt Hans Hollein den 1. Preis. Die Entwurfsphase erfolgte von 1994 bis 1996 und die Bauphase von 1997 bis 2000 mit dem Mitarbeiter Ulf Kotz und den Projektleitern Klaus Matauschek und Darius Foroutan. Die Bauausführung erfolgte durch die Arge Hazet, Stuag und Universale.
Ursprünglich als Wiener Bürohaus für die Generali Versicherungen geplant, wurde es an die NEWS-Verlagsgruppe vermietet.

## Architektur
Der Büroturm steht markant zur Innenstadt mit dem Schwedenplatz an der Blickachse der Taborstraße als Anfang einer künftigen Entwicklung am Donaukanal.
Auf einem Bauplatz mit 1807 m² und einer bebaubaren Fläche von 1406 m² befindet sich eine Kubatur von 85 000 m³ mit einer Büronutzfläche von ca. 9000 m².
Das niedrigere Gebäudeblock am Donaukanal erhielt dahinter im oberen Bereich einen schlanken leicht geneigten Turm, der eine große leuchtende Anzeigetafel trägt.

## Anerkennungen
- Österreichischer Bauherrenpreis 2000 für die Generali Group Vienna mit Generaldirektor Dietrich Karner und Vorstandsdirektor Klaus Edelhauser